# 泰恩茨維爾
泰恩茨維爾（英語：Taintsville）是位於美國佛羅里達州塞米諾爾縣的一個非建制地區。該地的面積和人口皆未知。

## 地理
泰恩茨維爾的座標為28°38′48″N 81°08′12″W / 28.64667°N 81.13667°W，而該地的平均海拔高度為14米（即46英尺）。